# Óriás atlaszmárna
Az óriás atlaszmárna (Labeobarbus reinii) a pontyfélék (Cyprinidae) családjába tartozó halfaj volt. Ma már kihalt fajként tartják számon.

## Leírása
A faj rendszerteni besorolása körül rengeteg a kérdőjel. Úgy tűnik, hogy meglehetősen közel áll a közönséges márnák (Barbus, Luciobarbus és Messinobarbus) körüli törzscsoporthoz. Újabb kutatások alapján még közelebb áll az Afrikában őshonos Carasobarbushoz és a sárgahalakhoz (Labeobarbus), és vagy az előbbiek egyik vonalát alkotja, vagy egy külön nemzetség része. Eredetileg a Barbus nemzetségbe sorolták, de 2010-ben átkerült a Labeobarbus nemzetségbe. A fajnév Johannes Justus Rein geográfus, író és utazó előtt tiszteleg, aki Karl von Fritsch-sel együtt a marokkói Tensift folyóból gyűjtötte be elsőként a fajt.
A faj Marokkóban endemikus volt, ahol természetes élőhelyei a Kasab és a Tensift folyók voltak. Egykor nagy számban fordult elő, a vízszennyezés (különösen a háztartási hulladékkal) és a túlzott vízkitermelés (különösen az öntözéses mezőgazdaság számára) a faj visszaszorulását okozta. Utoljára 2001-ben észlelték jelenlétét. Az IUCN 2022-ben a kihalt fajok közé sorolta át.